# 1-es busz (Balatonfüred)
A balatonfüredi 1-es jelzésű autóbusz a Volán-telep – Óváros – Autóbusz-állomás – Hajóállomás – Lakótelep – Újtelep útvonalon közlekedik. A vonalat a Volánbusz üzemelteti.

## Közlekedése
A reggeli csúcsidőben óránként, egyéb időszakban kétóránként közlekedik.

## Útvonala
| Volán-telep → Óváros → Autóbusz-állomás → Hajóállomás → Lakótelep → Újtelep |
| --- |
| Volán-telep vá. – Bajcsy-Zsilinszky utca – Dózsa György utca – Kossuth Lajos utca – Szent István tér – Ady Endre utca – Jókai Mór utca – Horváth Mihály utca – Castricum tér – Horváth Mihály utca – Jókai Mór utca – Zákonyi Ferenc utca – Széchenyi István utca – Fürdő utca – Köztársaság utca – Perczel Mór utca – Ady Endre utca – Nádor utca – Illés József utca – Arad utca – Ady Endre utca – Szent István tér – Kossuth Lajos utca – Siske utca – Vázsonyi út – Újtelep vá. |

## Megállóhelyei
| 0  | Volán-telep végállomás          |                          | Volán-telep, Temető |
| 1  | Kossuth tér                     | 1B, 2, 2B, 3, 4          | Református templom, Evangélikus templom, Városi Könyvtár és Múzeum, Kossuth tér                                                                                            |
| 3  | Közösségi ház                   | 1B, 2, 2B, 3, 4          | Közösségi ház, Krisztus Király templom, Városháza, Posta, Kormányablak, Rendelőintézet, Vásárcsarnok, Református Általános Iskola, Szent István tér                        |
| 4  | Perczel Mór utca                | 1B, 2, 2B, 5, 6, 7       | Lóczy Lajos Gimnázium és Szakközépiskola |
| 5  | Nádor utca                      | 2                        | Nagy Imre park |
| 6  | Horváth Mihály utca             | 1B, 2, 2B, 3, 4, 5, 6, 7 | Rádiómúzeum |
| 7  | Autóbusz-állomás (vasútállomás) | 1B, 2, 3, 4, 5, 6, 7     | Balatonfüred Autóbusz-állomás, Vasútállomás, Castricum tér |
| 10 | Horváth Mihály utca             | 1B, 2, 2B, 3, 4, 5, 6, 7 | Rádiómúzeum |
| 12 | Hajóállomás                     | 1B, 2, 2B                | Hajóállomás, Jókai Múzeum, Kossuth-forrás, Anna Grand Hotel, Állami Szívkórház, Amazonas Múzeum, Kerektemplom, Hotel Blaha Lujza, Vitorlázeum, Tagore sétány, Vitorlás tér |
| 13 | Zákonyi sétány                  | 1B, 2, 2B                | |
| 15 | Széchenyi sétány                | 1B, 2, 2B                | Flamingó Hotel, Hotel Füred |
| 17 | Fürdő utca, üzletközpont        | 1B, 2, 2B                | Görög falu, Aquapark, Városi Sporttelep, Kemping és Üdülőfalu, Marina Center                                                                                               |
| 19 | Lakótelep                       | 1B, 2, 2B                | Köztársaság lakótelep |
| 20 | Zrínyi utca (aluljáró)          | 1B, 2, 2B                | |
| 22 | Csók utca                       | 1B, 2, 2B, 5, 6, 7       | |
| 23 | Illés József utca               | 1B, 2, 2B, 5, 6, 7       | Radnóti Miklós Általános Iskola |
| 24 | Perczel Mór utca                | 1B, 2, 2B, 5, 6, 7       | Lóczy Lajos Gimnázium és Szakközépiskola |
| 25 | Közösségi Ház                   | 1B, 2, 2B, 3, 4          | Közösségi ház, Krisztus Király templom, Városháza, Posta, Kormányablak, Rendelőintézet, Vásárcsarnok, Református Általános Iskola, Szent István tér                        |
| 26 | Kossuth tér                     | 1B, 2, 2B, 3, 4          | Református templom, Evangélikus templom, Városi Könyvtár és Múzeum, Kossuth tér                                                                                            |
| 27 | Vázsonyi utca                   | 1B, 2, 2B                | |
| 28 | Újtelep végállomás              | 2, 2B                    | Papsokai templomrom |